# ربات سنغ (فردوس)
ربات سنغ (بالإنجليزية: Robat-e Sang, South Khorasan)‏ هي مستوطنة تقع في Howmeh Rural District في إيران.